# Sørum
Sørum er en tidligere kommune i landskabet Romerike i Akershus, nu i Viken fylke i Norge. Den blev sammen med  Fet og Skedsmo kommuner lagt sammen til den nye Lillestrøm kommune. Den grænsede i nord til Ullensaker, i øst til Nes og Aurskog-Høland, i syd til Fet og i vest til Skedsmo og Gjerdrum.

## Historie
Sørum blev etableret som Sørum formandskabsdistrikt i 1837. 1. januar 1908 blev en ubeboet del af Sørum overført til Ullensaker kommune. 1. januar 1962 blev Sørum, som da havde 4.348 indbyggere, slået sammen med Blaker kommune med 2.345 indbyggere til den nye Sørum kommune.
Sørumsand er endestation for den smalsporede Aurskog-Hølandsbanen der tidligere gik fra Bjørkelangen i Aurskog-Høland. Banen blev nedlagt i 1960, men et stykke af den fungerer som museumsbane.

## Personer fra Sørum
- Anna Colbjørnsdatter Arneberg (død 1736), nationalheltinde og præstefrue.
- Christian Colbjørnsen (død 1814), jurist og embedsmand.
- Christoffer Anker Bergh (død 1825), politiker, stortingsmand.
- Christian Birch-Reichenwald (død 1891), politiker.
- Sverre Thorstensen (1974–), musiker (også kendt under aliaset KongSverre).

### Borgmeste i Sørum
- Are Tomasgard
- Mona Granbakken Mangen
- Marianne Grimstad Hansen